# Schlossparkradrunde im Allgäu
Die Schlossparkradrunde im Allgäu ist ein rund 219 km langer Radfernweg und Leitroute der Radreiseregion Schlosspark. Die Strecke wurde vom Tourismusverband Ostallgäu konzipiert und 2015 eröffnet. Vom ADFC wurde sie als Qualitätsradroute mit 5 von 5 möglichen Sternen klassifiziert. Sie ist in einzelnen Abschnitten befahrbar und gilt als die „kleine Schwester“ der Radrunde Allgäu.

## Verlauf
Die Schlossparkradrunde im Allgäu ist eine Rad-Rundtour und verläuft durch den gesamten Landkreis Ostallgäu. Im Norden geht es auf einem kürzeren Abschnitt im Landkreis Unterallgäu entlang. Es gibt keine fest vorgeschriebene Richtung, sodass ein Einstieg in die Runde jederzeit möglich ist. Mit den Achsen 1 und 2 kann die Runde auch abgekürzt werden, wobei die beiden Achsen nicht beschildert sind. Die empfohlene Fahrtrichtung der Runde ist gegen den Uhrzeigersinn. Auf ihren insgesamt 219 km sind etwa 1.400 Höhenmeter zu bewältigen.
Im Norden der Runde liegen Ortschaften wie Buchloe, Lamerdingen und Türkheim. Im Westen der Runde kommt man vorbei an Dörfern wie Eggenthal, Aitrang, Unterthingau und Görisried. Im Süden führt sie entlang an Nesselwang, Pfronten, Füssen und Schwangau. Unterwegs im Osten kommt man über Halblech nach Steingaden vorbei an der Wieskirche und weiter nach Lechbruck am See. Richtung Norden führt die Runde dann an Stötten am Auerberg vorbei bis nach Waal.
Entlang der Runde werden die Flüsse Lech und Wertach gequert.
Die empfohlene Radsaison dauert von Mai bis Mitte Oktober. Die Runde ist überwiegend asphaltiert und verläuft auf Radwegen und verkehrsarmen Nebenstraßen.

## Abschnitte
Die Schlossparkradrunde im Allgäu macht das Ostallgäu (= Erlebnisraum Schlosspark) mit seinen unterschiedlichen Landschaftszonen und Sehenswürdigkeiten erlebbar.

### Abschnitt 1: Füssen – Lechbruck am See
Füssen – Hohenschwangau – Schwangau – Halblech – Wies – Steingaden – Lechbruck am See

ca. 38 km, ca. 265 Höhenmeter (hm)
Dieser Abschnitt führt durch eine vielfältige Landschaft mit Bergen und Seen an den Königsschlössern vorbei. Sehenswürdigkeiten sind die Schlösser Neuschwanstein und Hohenschwangau, die Wieskirche und die Kirche Welfenmünster. Die Route führt am Lech vorbei und an einer Teilstrecke der Via Claudia Augusta.

### Abschnitt 2: Lechbruck am See – Waal
Lechbruck am See – Stötten am Auerberg – Rettenbach am Auerberg – Kaltental – Waal

ca. 52 km, ca. 314 hm
Dieser Abschnitt führt von Süden Richtung Norden auf den Spuren der Dampfrösser entlang an der ehemaligen Bahnstrecke Kaufbeuren–Schongau. Sehenswürdigkeiten sind die Stätte der ehemaligen Besiedlung des Auerbergs durch die Römer und der Passionsspielort Waal.

### Abschnitt 3: Waal – Eggenthal
Waal – Buchloe – Lamerdingen – Ettringen – Türkheim – Stockheim – Schlingen – Eggenthal

ca. 55 km, 127 hm
Dieser Abschnitt führt durch Buchloe, das „Tor zum Allgäu“, ganz über den Norden des Schlossparks. Sehenswürdigkeiten sind neben der Stadt Buchloe der Rosengarten in Gennach und Kneippanlagen.

### Abschnitt 4: Eggenthal – Nesselwang
Eggenthal – Aitrang – Unterthingau – Görisried – Maria-Rain – Nesselwang

ca. 47 km, ca. 425 hm
Bei diesem Abschnitt ist man unterwegs im idyllischen westlichen Schlosspark und arbeitet sich langsam wieder Richtung Süden. Sehenswürdigkeiten sind die Landschaftsformen der Glazialen Serie, Moore, der Kempter Wald und die Römerstraße Augsburg–Kempten.

### Abschnitt 5: Nesselwang – Füssen
Nesselwang – Pfronten – Weißensee – Füssen

ca. 25 km, ca. 161 hm
Dieser Abschnitt führt an Logenplätzen allererster Güte vorbei zurück zum Ausgangspunkt der Runde nach Füssen. Sehenswürdigkeiten sind die Burg Falkenstein, der Alatsee, das Brauereidorf Nesselwang und die Stadt Füssen.

### Achse 1: über Kaufbeuren
Helmishofen – Kaufbeuren – Irsee – Eggenthal

ca. 27 km, ca. 206 hm
Diese nicht beschilderte Achse stellte eine Abkürzungsmöglichkeit auf der Schlossparkradrunde im Allgäu dar und bietet die Möglichkeit, sich unterwegs die Altstadt von Kaufbeuren anzuschauen. Sehenswürdigkeiten sind das Sachsenrieder Bähnle, die Altstadt Kaufbeuren mit Kloster und das Kloster Irsee.

### Achse 2: über Marktoberdorf
Stötten am Auerberg – Marktoberdorf – Leuterschach – Unterthingau

ca. 21 km, ca. 115 hm
Auch die Achse 2 bietet eine nicht beschilderte Abkürzungsmöglichkeit auf der Runde und führt über die Stadt Marktoberdorf. Sie überquert die Wertach.